# Benoît Jacquot
Pour les articles homonymes, voir Jacquot.
Benoît Jacquot est un réalisateur et scénariste français né le 5 février 1947 à Paris. Actif depuis les années 1970, il a réalisé une trentaine de films, dont Les Enfants du placard (1977), La Fille seule (1995), Tosca (2001) ou Villa Amalia (2009).
Nommé une fois aux César dans la catégorie de la meilleure réalisation et deux fois pour la meilleure adaptation, il a notamment reçu le Prix Louis-Delluc en 2012 pour Les Adieux à la reine.
En 2024, il est accusé par les actrices Judith Godrèche, Isild Le Besco et Julia Roy d'agressions sexuelle, de viol sur mineur et de viol. D'autres actrices témoignent de violences exercées par le réalisateur : viol, harcèlements sexuels, violence psychologique et physique. Il est mis en examen pour viols en juillet 2024.

## Biographie

### Carrière
Benoît Jacquot commence sa carrière cinématographique en 1965 comme assistant de Bernard Borderie sur un film de la série Angélique, et comme assistant de Marguerite Duras, Marcel Carné ainsi que Roger Vadim.
Au cours de sa carrière, il alterne les films à gros budgets avec des stars (Pas de scandale, Adolphe) avec des productions moins coûteuses et plus libres dans leur narration et leur méthode de tournage (L'Intouchable, tourné en Inde en 16 mm, et quelques plans en caméra vidéo). Ses personnages principaux sont souvent des femmes (Isabelle Huppert dans Villa Amalia, L'École de la chair, Les Ailes de la colombe et Pas de scandale, Virginie Ledoyen dans La Fille seule, Judith Godrèche dans La Désenchantée, Isabelle Adjani dans Adolphe, Sandrine Kiberlain dans Le Septième Ciel, Isild Le Besco dans L'Intouchable, À tout de suite ou Sade). Ses héroïnes se caractérisent par un mouvement de fuite, qui leur fait tourner le dos à leur passé, à leur famille ou à leur métier.

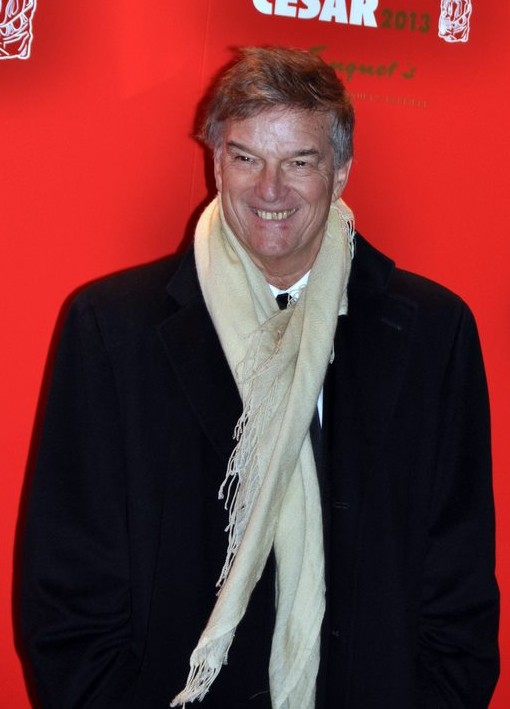
Benoît Jacquot en 2013 à la des César.

Jacquot a aussi fait des mises en scène d'opéra, tant au cinéma (Tosca en 2001 d'après Puccini) que pour la scène (Werther de Jules Massenet).
En 2012, il reçoit le prix Louis-Delluc pour Les Adieux à la reine, adaptation du roman homonyme de Chantal Thomas. En 2013, le film obtient trois Césars lors de la 38e cérémonie des César.
Dans les années 2010, il fait quelques apparitions dans des films français : Cherchez Hortense (2012) de Pascal Bonitzer dans le rôle de Kevadian ; Casse-tête chinois de Cédric Klapisch (2013) dans le rôle du père de Xavier ; Valérian et la Cité des mille planètes (2017) de Luc Besson dans le rôle d'un capitaine.

### Participation à des jurys
En 2005, il est membre du jury du 58e Festival de Cannes, présidé par Emir Kusturica, puis en 2010, membre du jury pour le 10e Festival international du film de Marrakech, sous la présidence de John Malkovich.
Par la suite, il est notamment président en 2015 du 41e festival du cinéma américain de Deauville

### Vie privée
Benoît Jacquot a été le compagnon de Dominique Sanda.
Avec l'actrice Anne Consigny, il a eu deux fils, en 1988 et en 1994 ; le premier, Vladimir Consigny, devenu acteur, débute dans un téléfilm de son père, Gaspard le bandit.
Entre 1986 et 1992, il habite avec Judith Godrèche dans un appartement qu'ils ont acheté ensemble. Il a 40 ans, elle en a 14.

## Affaires judiciaires à la suite d'accusations de viol sur mineures
Pour un article plus général, voir Violences sexuelles et sexistes dans le cinéma français.
Dans un article publié en 2020 dans le New York Times, la journaliste Valentine Faure s'interrogeait sur l'obsession de certains réalisateurs français pour leurs jeunes comédiennes, mentionnant Benoît Jacquot entre autres réalisateurs emblématiques.

### Judith Godrèche
Le 6 février 2024, Judith Godrèche porte plainte contre Benoît Jacquot auprès de la brigade de protection des mineurs de la police judiciaire de Paris. Le parquet de Paris ouvre une enquête sur les « infractions de viol sur mineur de 15 ans par personne ayant autorité, viol, violences par concubin, et agression sexuelle sur mineur de plus de 15 ans par personne ayant autorité, l'ensemble des faits dénoncés ayant eu lieu entre 1986 et 1992. » Benoît Jacquot risque 20 ans de prison.
Les faits auxquels se réfère Judith Godrèche se sont déroulés durant leur cohabitation. Après une réflexion en plusieurs étapes, c'est un documentaire de Gérard Miller (lui-même étant accusé d'agressions sexuelles et de viols), Les Ruses du désir : l’interdit (2011), qui a achevé de décider l'actrice à parler.
Dans le documentaire, Benoît Jacquot évoque son attirance pour les jeunes actrices mineures, dont Judith Godrèche, Virginie Ledoyen ou Isild Le Besco. « Ses mots, qui font penser à « l’entourloupette du pervers » décrite par le psychanalyste Lucien Israël, ont provoqué des tremblements et la colère de l’actrice lorsqu’ils ont ressurgi sur les réseaux. […] Le témoignage de Benoît Jacquot se démarque par sa violence et sa gravité. […] C’est dans ce cadre que Benoît Jacquot affirme, face caméra, que Judith Godrèche était très excitée par leur différence d’âge. »
Dans le texte préparatoire à son audition du 6 février, Judith Godrèche écrit : « J'aurais voulu que Benoît accepte d'être mon ami, de ne pas m'avoir, je ne voulais pas de son corps. Très vite, il me dégoûtait. »

### Autres actrices
Depuis les témoignages de Judith Godrèche en décembre 2023 puis en janvier 2024, plusieurs autres actrices que Benoît Jacquot avait engagées dans ses films témoignent de harcèlement sexuel et de violences psychologiques et physiques sur mineures, dans ce que les journalistes du Monde résument comme « un système de prédation sous couvert de cinéma ». Ainsi, Julia Roy, Vahina Giocante et Isild Le Besco font état d'actes de harcèlements sexuels, ainsi que de violence psychologique et physique.
Vahina Giocante évoque un chantage au rôle : « Si tu es gentille avec moi tu auras le rôle. » Dans une enquête du journal Le Monde en 2024, Julia Roy, 42 ans de moins que lui, évoque les violences et les manipulations qu'elle aurait subies de la part du réalisateur jusqu'à son départ en 2019. Elle a déposé plainte pour agression sexuelle dans « un contexte de violences et de contrainte morale qui a duré plusieurs années »,. Isild Le Besco mentionne une emprise destructrice, ainsi que des violences physiques et morales lors du tournage de Sade.
En mai 2024, Isild Le Besco porte plainte à son tour à l'encontre de Benoît Jacquot pour viol sur mineur de plus de 15 ans et viol.

### Conséquences
À la suite de ces accusations par les quatre actrices, la Cinémathèque française décide, en mars 2024, de déprogrammer la diffusion de Suzanna Andler et des Ailes de la colombe, deux films de Benoît Jacquot.
Le cinéaste est placé en garde à vue le 1er juillet 2024 par la Brigade de protection des mineurs, puis présenté devant la justice, le 3 juillet, au terme de 48 heures de garde à vue. Le parquet de Paris obtient son placement sous contrôle judiciaire et sa mise en examen pour viols.

## Filmographie

### Cinéma

#### Courts et moyens métrages
- 1970 : Lecture du chapitre X de “Thomas l'Obscur” de Maurice Blanchot
- 1988 : Louis-René des Forêts interrogé par Jean-Benoît Puech[23]
- 1988 : Voyage au bout de la nuit
- 1993 : La Mort du jeune aviateur anglais (texte de Marguerite Duras)
- 1993 : Écrire (texte de Marguerite Duras)
- 1994 : 3000 scénarios contre un virus — segment Mère séropositive
- 2009 : Atelier jardin

#### Longs métrages
- 1975 : L'Assassin musicien d'après Dostoïevski
- 1977 : Les Enfants du placard
- 1981 : Les Ailes de la colombe d'après Henry James
- 1985 : Corps et Biens, d'après James Gunn
- 1988 : Les Mendiants
- 1990 : La Désenchantée
- 1995 : La Fille seule
- 1997 : Le Septième Ciel
- 1998 : L'École de la chair, d'après Yukio Mishima
- 1998 : Par cœur
- 1999 : Pas de scandale
- 2000 : La Fausse Suivante d'après Marivaux
- 2000 : Sade
- 2001 : Tosca d'après Puccini
- 2002 : Adolphe d'après Constant
- 2004 : À tout de suite d'après Élisabeth Fanger
- 2006 : L'Intouchable
- 2009 : Villa Amalia d'après Pascal Quignard
- 2010 : Au fond des bois d'après Marcela Iacub
- 2012 : Les Adieux à la reine d'après Chantal Thomas
- 2014 : Trois Cœurs
- 2015 : Journal d'une femme de chambre d'après Octave Mirbeau
- 2016 : À jamais d'après Don DeLillo
- 2018 : Eva, d'après James Hadley Chase
- 2019 : Dernier Amour, d'après Histoire de ma vie de Casanova
- 2020 : Suzanna Andler, d'après Marguerite Duras
- 2022 : Par cœurs

Prochainement
- 2024 : Belle, d'après Georges Simenon

#### Distinctions

##### Récompenses
- 2012 : Prix Louis-Delluc pour Les Adieux à la reine
- 2013 : Prix Cinéma de la SACD

##### Nominations
- Césars 2013, 7 nominations pour Les Adieux à la reine dont, à titre personnel :
  - César du meilleur film
  - César du meilleur réalisateur
  - César de la meilleure adaptation
- Césars 2016 : César de la meilleure adaptation pour Journal d'une femme de chambre

### Télévision
- 1974 : Jacques Lacan : psychanalyse I et II, avec Jacques-Alain Miller, deux parties (46 min[24] et 50 min[25]), série Un certain regard Unique enregistrement de Lacan pour la télévision.
- 1976 : Deller : Portrait d'une voix
- 1983 : Une villa aux environs de New York[26], série Télévision de chambre
- 1987 : Elvire Jouvet 40
- 1987 : La Scène Jouvet (documentaire)
- 1990 : La Bête dans la jungle[27]
- 1991 : Dans la solitude des champs de coton[28]
- 1992 : Emma Zunz[29]
- 1994 : Il faut qu'une porte soit ouverte ou fermée[30]
- 1994 : La Vie de Marianne
- 1995 : La Place Royale ou l'Amoureux extravagant de Pierre Corneille
- 1996 : Un siècle d'écrivains : J. D. Salinger
- 2003 : Princesse Marie
- 2006 : Gaspard le bandit
- 2010 : Werther de Jules Massenet à l'Opéra national de Paris
- 2011 : Les Faux-monnayeurs

## Mises en scène d'opéra
- 2001 : Tosca[31] d'après l'œuvre de Puccini, orchestre et chœurs de Covent Garden dirigés par Antonio Pappano, avec Angela Gheorghiu, Roberto Alagna, Ruggero Raimondi
- Werther de Jules Massenet[32]
  - 2003 : Royal Opera House : Jonas Kaufmann et Sophie Koch, dir. Antonio Pappano
  - 2010 : Opéra national de Paris : avec Jonas Kaufmann, Sophie Koch, dir. Michel Plasson
    - 2010 : captation télévisée

  - 2011 : Royal Opera House : avec Rolando Villazón, Sophie Koch, dir. Antonio Pappano
- 2014 : La traviata de Giuseppe Verdi[33], direction musicale de Daniel Oren ; mise en scène de Benoît Jacquot ; avec Diana Damrau, Francesco Demuro, Ludovic Tézier, et al. ; Paris, Opéra national de Paris-Bastille

## Analyse de l'œuvre
L'influence de Robert Bresson reste manifeste dans ses premiers films. L'Assassin musicien, d'après Dostoïevski, est caractérisé par l'ascèse de son découpage (peu de plans) et par la quasi-fixité de sa caméra. Le réalisateur dément toutefois cette filiation : 

« Dès mon premier film, on m'a rapproché de lui, alors que pour moi Bresson est plutôt un épouvantail. Je n'aime pas beaucoup ses derniers films. À mes yeux, les meilleurs sont Pickpocket et Journal d'un curé de campagne. Ne serait-ce qu'à cause de l'importance décisive qu'ont pour moi les comédiens, je suis l'inverse de Bresson, avec qui je n'ai qu'une similitude : la rigueur. Mais Dreyer est au moins aussi rigoureux que Bresson et, d'après moi, beaucoup plus grand cinéaste. »

Benoit Jacquot abandonne ce minimalisme « bressonien » au fur et à mesure de sa carrière. Cela ne l'empêche pas d'expérimenter des formes de narration très particulières, comme dans La Fille seule (1995), filmé selon un principe de « temps réel » (temps de l'action calqué sur la durée du film) durant lequel on suit Valérie, l'héroïne, de couloirs en escaliers, d'un café à la chambre d'hôtel dans de longs plans séquences.
L’essentiel du cinéma de Benoît Jacquot peut se résumer en deux points. Le premier est « [son] adoration des acteurs, et plus particulièrement des actrices, cœur fondateur de son œuvre : "Quand l’acteur a une réalité très forte dans le paysage du cinéma, on peut faire le film dans la perspective de cet acteur. Le scénario est alors une espèce de lettre à l’acteur. L’acteur me répond en jouant et c’est cette réponse que je filmerai". » Le second est « le regard qu’il porte sur les autres arts, qu’il a filmé toute sa vie dans une visée impure du cinéma, qui "fait feu de tout bois", selon son expression », passant « des films de théâtre (La Fausse Suivante, Elvire Jouvet 40, Par cœur), de danse (Merce Cunningham), d’opéra (Tosca), mais également de peinture (L’Atelier de Motherwell) et de photographie (Dominique Issermann). »

## Réception critique
Selon Le Figaro, Benoît Jacquot « esquisse un autoportrait » dans son long métrage Sade, où « [le] récit de l'initiation d'une jeune fille par le sulfureux marquis » renvoie aux relations entre le réalisateur et « une actrice débutante, Isild Le Besco ». Durant le tournage du film, Daniel Auteuil observe Benoît Jacquot en tant que source d'inspiration pour incarner Sade.
Dans une autre tonalité, l'écrivain et critique de cinéma Éric Neuhoff, évoquant dans Le Figaro en février 2024 l'ensemble de son travail, ainsi que celui de Philippe Garrel et de Jacques Doillon, estime leur cinéma « prétentieux », « narcissique », composé d'histoires de « touche-pipi », d'incestes, d'hommes mûrs couchant avec de jeunes adolescentes.

### Documentaire
- Benoît Jacquot, le dernier sphinx de Philippe-Emmanuel Sorlin (réalisation, commentaire), Paris, Centre national du cinéma et de l'image animée, coll. « Cinéma, de notre temps », 2018 (BNF 45459722)